# اریک آگیره
اریک آگیره (انگلیسی: Érick Aguirre؛ زادهٔ ۲۳ فوریهٔ ۱۹۹۷) بازیکن فوتبال اهل مکزیک است.
وی همچنین در تیم‌های ملی فوتبال زیر ۲۳ سال مکزیک و مکزیک بازی کرده‌است.